# Christophe Bottineau
Pour les articles homonymes, voir Bottineau (homonymie).
 (février 2024).
La mise en forme du texte ne suit pas les recommandations de Wikipédia : il faut le « wikifier ».
Les points d'amélioration suivants sont les cas les plus fréquents :
- Les titres sont pré-formatés par le logiciel. Ils ne sont ni en capitales, ni en gras.
- Le texte ne doit pas être écrit en capitales (les noms de famille non plus), ni en gras, ni en italique, ni en « petit »…
- Le gras n'est utilisé que pour surligner le titre de l'article dans l'introduction, une seule fois.
- L'italique est rarement utilisé : mots en langue étrangère, titres d'œuvres, noms de bateaux, etc.
- Les citations ne sont pas en italique mais en corps de texte normal. Elles sont entourées par des guillemets français : « et ».
- Les listes à puces sont à éviter, des paragraphes rédigés étant largement préférés. Les tableaux sont à réserver à la présentation de données structurées (résultats, etc.).
- Les appels de note de bas de page (petits chiffres en exposant, introduits par l'outil «  Source ») sont à placer entre la fin de phrase et le point final[comme ça].
- Les liens internes (vers d'autres articles de Wikipédia) sont à choisir avec parcimonie. Créez des liens vers des articles approfondissant le sujet. Les termes génériques sans rapport avec le sujet sont à éviter, ainsi que les répétitions de liens vers un même terme.
- Les liens externes sont à placer uniquement dans une section « Liens externes », à la fin de l'article. Ces liens sont à choisir avec parcimonie suivant les règles définies. Si un lien sert de source à l'article, son insertion dans le texte est à faire par les notes de bas de page.
- La présentation des références doit suivre les conventions bibliographiques. Il est recommandé d'utiliser les modèles {{Ouvrage}}, {{Chapitre}}, {{Article}}, {{Lien web}} et/ou {{Bibliographie}}. Le mode d'édition visuel peut mettre en forme automatiquement les références.
- Insérer une infobox (cadre d'informations à droite) n'est pas obligatoire pour parachever la mise en page.

Pour une aide détaillée, merci de consulter Aide:Wikification.
Si vous pensez que ces points ont été résolus, vous pouvez retirer ce bandeau et améliorer la mise en forme d'un autre article.
 (janvier 2022).
Christophe Bottineau né le 27 février 1969 à Paris, est un architecte français. Architecte en chef des monuments historiques (ACMH) depuis 2001, il a cofondé l'agence 2BDM architectes en 2010 avec ses confrères, Christophe Batard, Frédéric Didier et Jacques Moulin.

## Biographie
Étudiant en histoire de l’art à la Sorbonne et à l’École du Louvre, Christophe Bottineau est diplômé architecte DPLG de l’École nationale supérieure d’architecture de Paris-Tolbiac en 1993. Il poursuit sa formation en intégrant l'École du Chaillot en 1995, dont il est diplômé en 1997. De 1995 à 2000, il est l’un des collaborateurs de Bernard Fonquernie (ACMH). 
En 2001, reçu au concours des ACMH, il est chargé de la Haute-Saône (2001-2005), du Territoire de Belfort (2001-2005), de la Moselle (2001-2019), du Bas-Rhin (2006-2017), du 1er arrondissement de Paris (depuis 2010), du IVe arrondissement de Paris (depuis 2015), ainsi que de l’Hôtel de la Marine (depuis 2014).
Dans ce cadre, il restaure notamment le Palais-Royal, la place Vendôme, le palais de justice et la Sainte-Chapelle. Il intervient également sur des lieux emblématiques tels que l’hôtel de Bourrienne ou le château et le domaine de Dampierre-en-Yvelines.
Il est membre de la Commission nationale du patrimoine et de l’architecture (CNPA) depuis 2022.

## Œuvres

### Principales réalisations
Christophe Bottineau est intervenu sur les édifices suivants :
En Moselle (57) : 
à Ars-sur-Moselle l'aqueduc gallo-romain ; à Bitche la citadelle ; à Aulnois-sur-Seille le château du même nom ; à Freistroff le château Saint-Sixte ; à Manom le châteaau de Rodemack et le château de La Grange ; à Marsal la collégiale Saint-Léger ; à Metz la cathédrale Saint-Étienne, l'église Saint-Eucaire, l'église Sainte-Thérèse, l'hôtel de ville, la porte des Allemands, l'Opéra-théâtre ; à Rodemack la citadelle.
Dans le Bas-Rhin (67) : 
à Orschwiller le château du Haut-Koeningsbourg ; à Strasbourg, les ponts-couverts, le barrage Vauban, hôtel du Préfet, la bibliothèque nationale et universitaire, le palais du Rhin, le palais Rohan, l'église Saint-Thomas, l'église Sainte-Aurélie, l'église Saint-Paul ; à Westhoffen l'église Saint-Martin[Laquelle ?].
A Paris (75) : 
les sièges du conseil d’Etat, du conseil Constitutionnel, du ministère de la Culture et du ministère de la Justice (hôtel de Bourvallais), la colonne Vendôme, le palais de justice (Conciergerie), la Sainte-Chapelle, les bâtiments de la cour des Comptes et du tribunal administratif (hôtel d'Aumont), l'hôtel de Sully, l'hôtel de Bourrienne, l'hôtel de Broglie et l'hôtel de la Marine.

### Publications
- En collaboration avec Aurélie AZEMA et Annick TEXIER, « La Restauration de la colonne Vendôme : au-delà du chantier », dans Monumental, Editions du Patrimoine, Paris, 2017, 1er semestre, p.76-81.
- « La Restauration de la tour de Mutte », dans Monumental, Editions du Patrimoine, Paris, 2015, 2ème semestre, p. 38-40.
- « La Restauration des vitraux du XIIIe siècle et de la rose du XVe siècle de la Sainte-Chapelle», dans Monumental, Editions du patrimoine, Paris, 2015, 2ème semestre, p. 48[4].
- « Dammartin-en-Goële, collégiale Notre-Dame-de-l’Assomption », dans Monuments de Seine-et-Marne. Congrès archéologique de France, Société française d’archéologie, Paris, 2015[5].
- « Metz, une cathédrale sans portail occidental », dans Monumental, Editions du Patrimoine, Paris, 2009, 1er semestre, p.130-133.
- « De l’importance des études dynamiques pour la conservation des structures bois », dans Structure en bois dans le patrimoine bâti, cahier n°23, 2009, coll. Les Cahiers d’Icomos France, France.